# Bistum Great Falls-Billings
Das Bistum Great Falls-Billings (lateinisch Dioecesis Magnocataractensis-Billingensis, englisch Diocese of Great Falls-Billings) ist eine in den Vereinigten Staaten gelegene römisch-katholische Diözese mit Sitz in Great Falls, Montana.

## Geschichte
Das Bistum Great Falls-Billings wurde am 18. Mai 1904 durch Papst Pius X. aus Gebietsabtretungen des Bistums Helena als Bistum Great Falls errichtet. Am 14. Februar 1980 wurde das Bistum Great Falls in Bistum Great Falls-Billings umbenannt.
Das Bistum Great Falls-Billings ist dem Erzbistum Portland in Oregon als Suffraganbistum unterstellt.

## Territorium
Das Bistum Great Falls-Billings umfasst die Bundesstaat Montana gelegenen Gebiete Big Horn County, Blaine County, Carbon County, Cascade County, Chouteau County, Custer County, Dawson County, Fallon County, Fergus County, Hill County, Judith Basin County, Musselshell County, Park County, Rosebud County, Sheridan County, Stillwater County, Sweet Grass County, Valley County, Wibaux County und Yellowstone County.

## Ordinarien

### Bischöfe von Great Falls
- 1904–1930 Mathias Clement Lenihan
- 1930–1939 Edwin Vincent O’Hara, dann Bischof von Kansas City
- 1939–1967 William Joseph Condon
- 1967–1977 Eldon Bernard Schuster
- 1978–1980 Thomas Joseph Murphy

### Bischöfe von Great Falls-Billings
- 1980–1987 Thomas Joseph Murphy, dann Koadjutorerzbischof von Seattle
- 1987–2006 Anthony Michael Milone
- 2007–2023 Michael William Warfel
- seit 2023 Jeffrey Fleming

## Weblinks

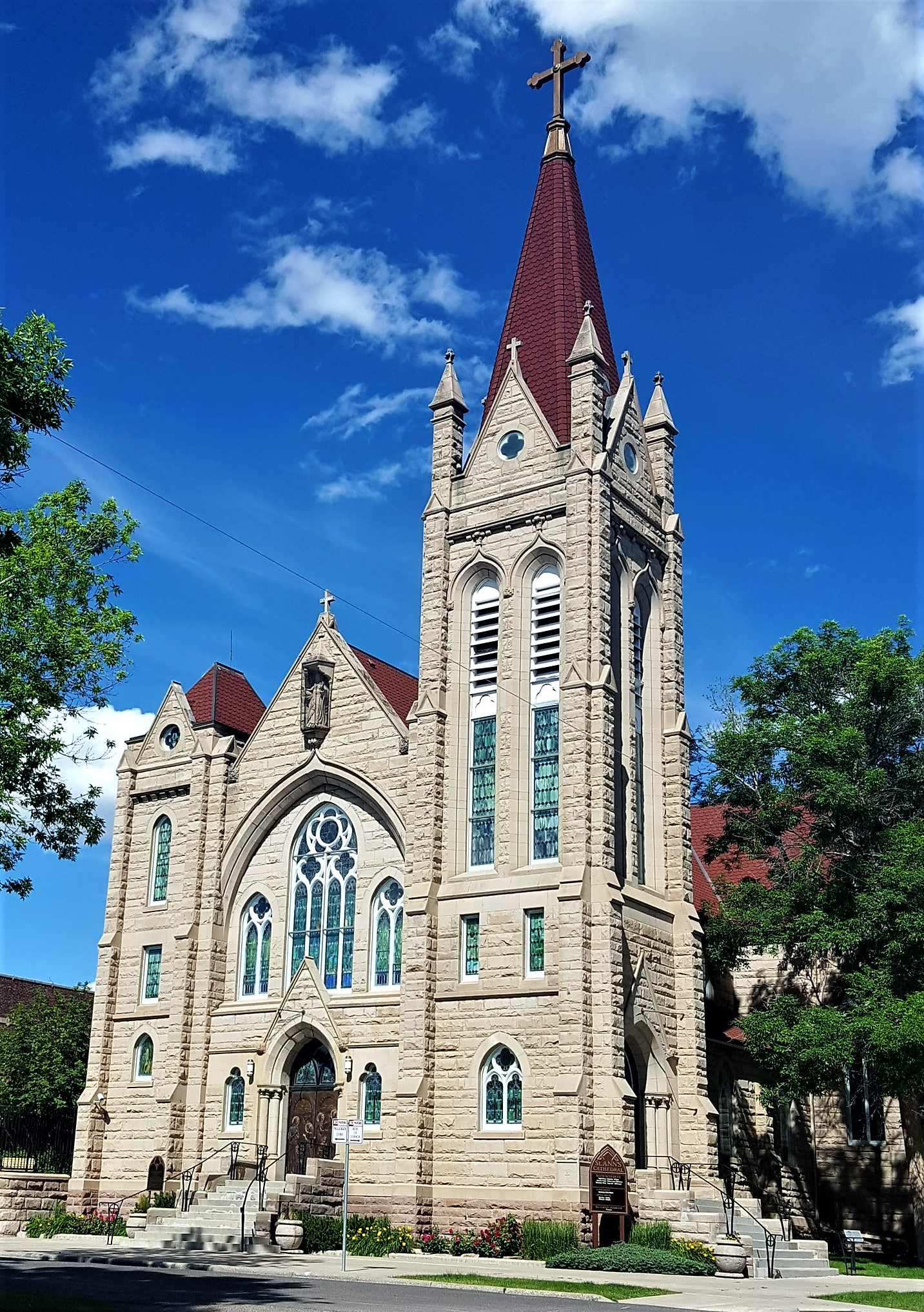
Kathedrale Saint Ann
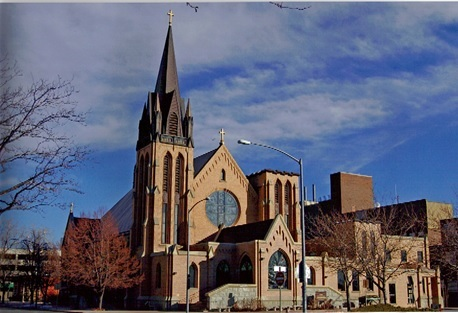
Konkathedrale Saint Patrick